# Gorgonopsia
Gorgonopsia são uma subordem dos terapsídeos que se incluem dentro da classe synapsida. O seu nome faz referência às Górgonas das Mitologia grega, trio de monstros famoso pelo seus seus cabelos feitos de cobras venenosas.
Quando estes terapsídeos surgiram, os pelicossauros já estavam em decadência e os gorgonopsídeos chegaram a estar no topo da cadeia alimentar em relação aos outros terapsídeos. Os gorgonopsia foram os primeiros animais a apresentar dentes de sabre. Muitos cientistas pensam que estes terapsídeos eram de sangue quente, diferente de seus ancestrais pelicossauros.
Os gorgonopsídeos extinguiram-se no fim do permiano.
O exemplar mais antigo de gorgonopsianos foi encontrado na serra de tramuntana em Maiorca, em 2024.

## Classificação

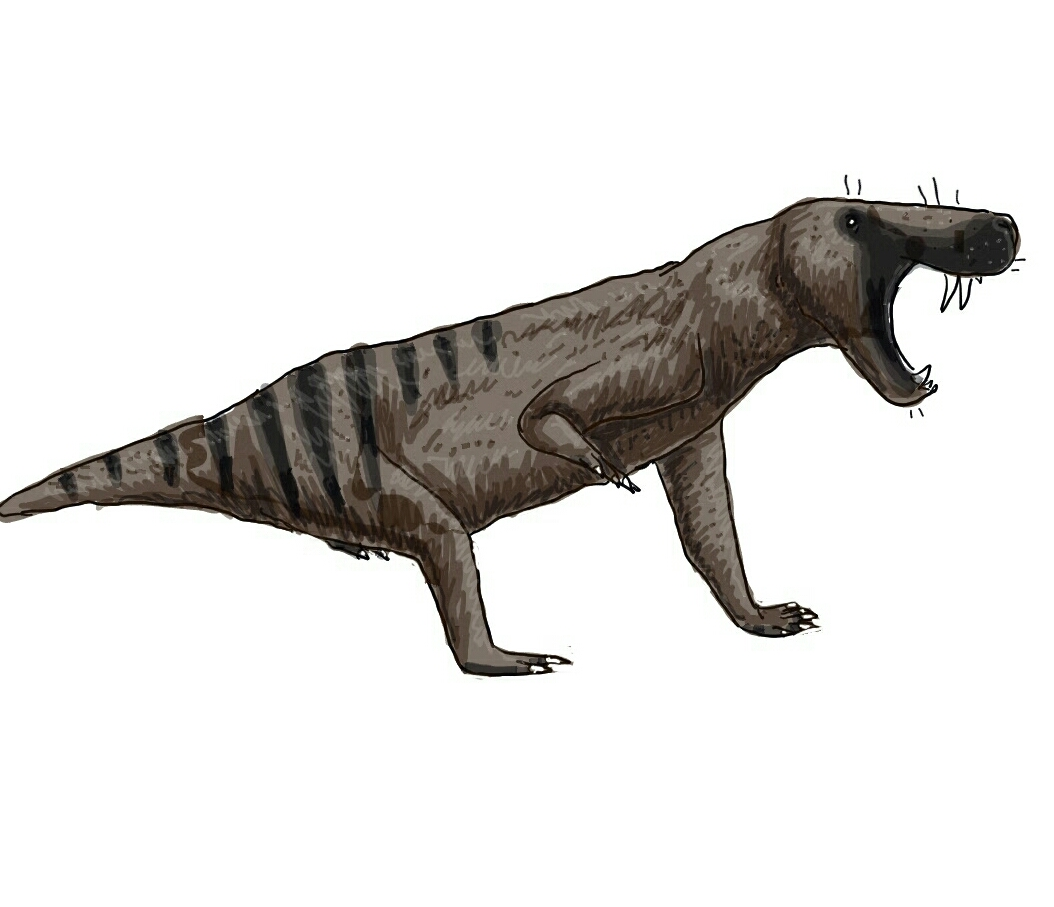
Inostrancevia alexandri

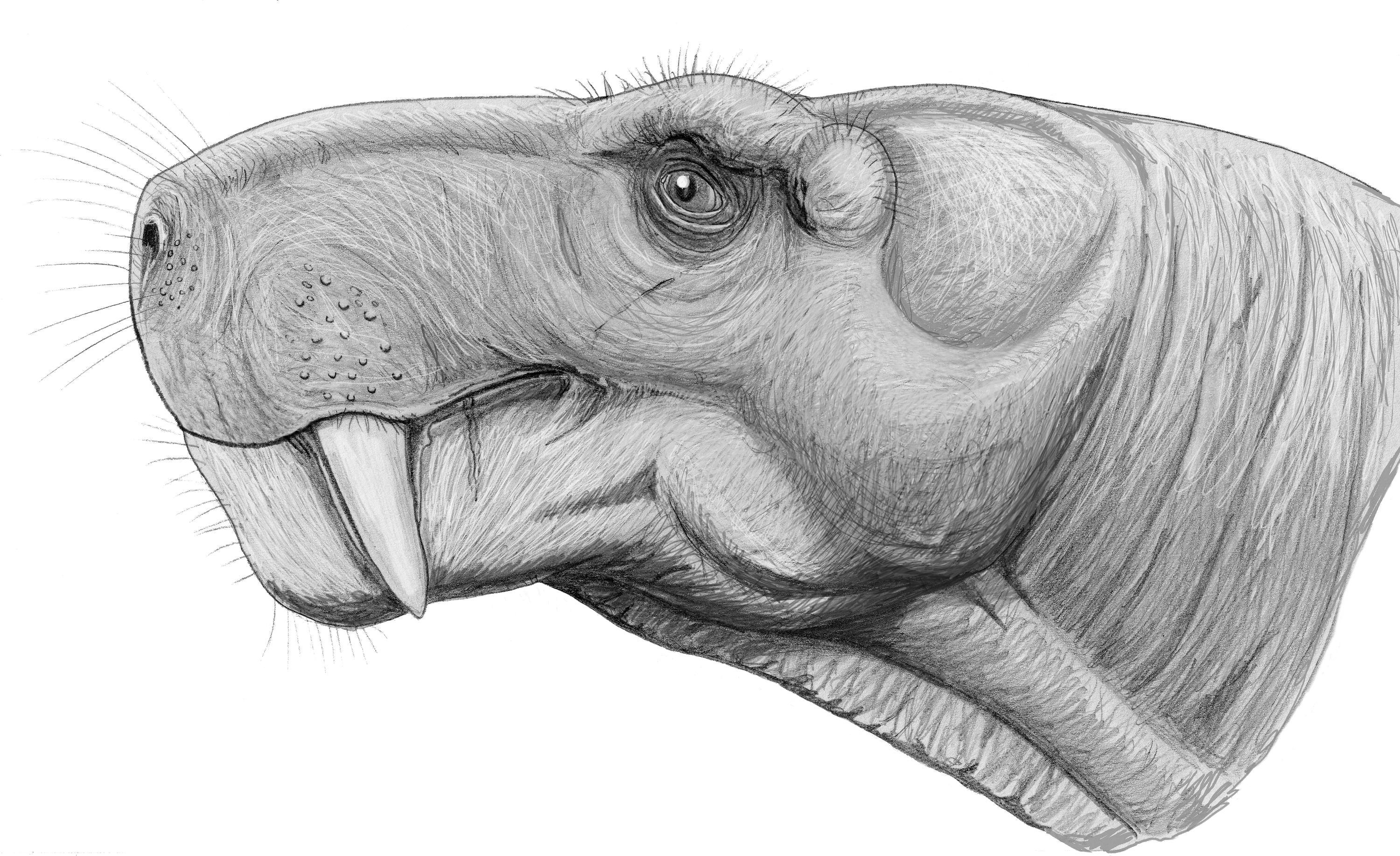
Rubidgea atrox

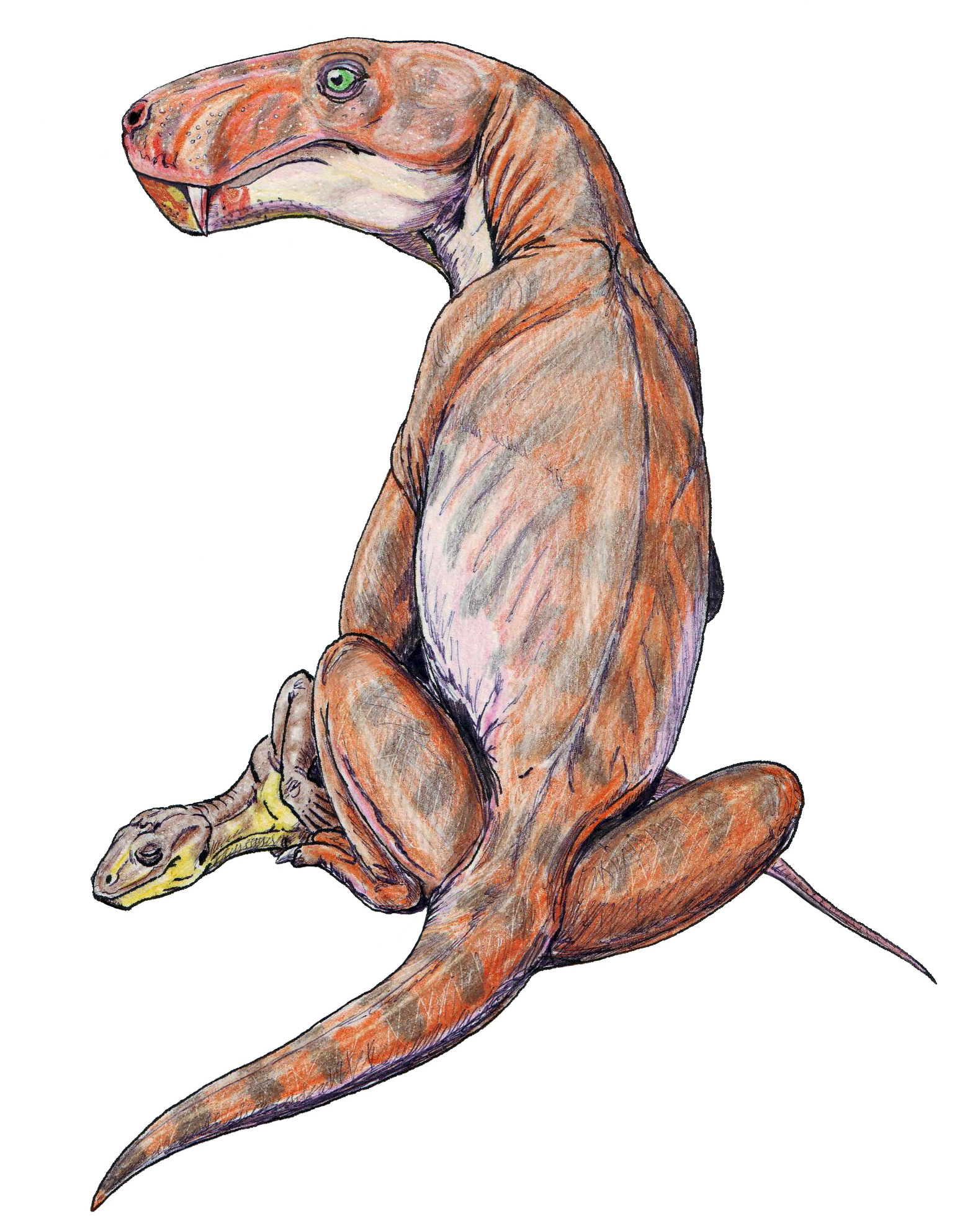
Viatkogorgon ivachnenkoi

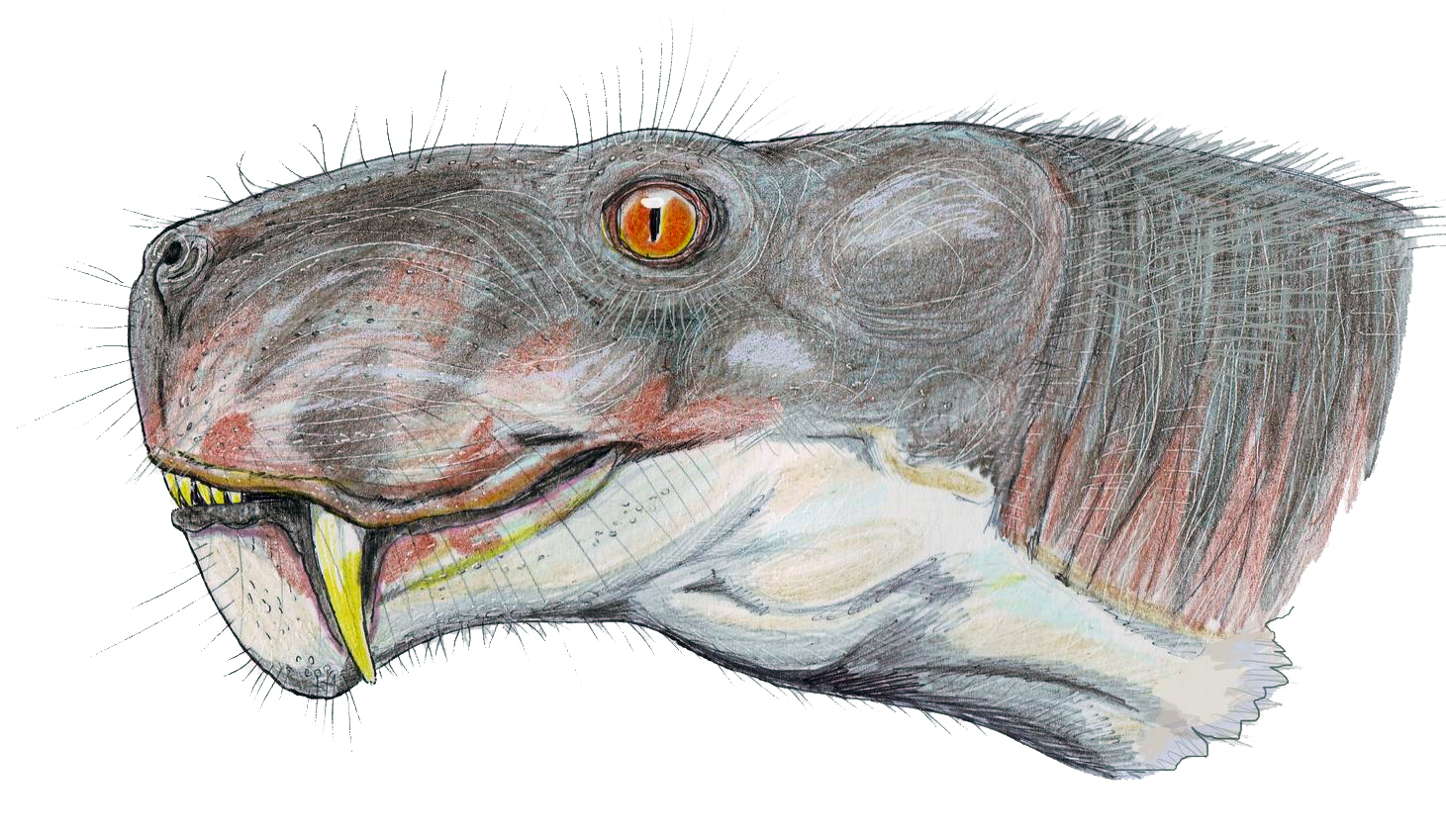
Aelurognathus tigriceps

- Ordem Therapsida
- SUBORDEM GORGONOPSIA
  - Família Gorgonopsidae[4]
    - Aelurosaurus
    - Aloposaurus
    - Arctognathus
    - Arctops
    - Broomisaurus
    - Cerdorhinus
    - Cyonosaurus
    - Eriphostoma
    - Kamagorgon
    - Lycaenops
    - "Njalila"
    - Nochnitsa
    - Paragalerhinus
    - Smilesaurus
    - Suchogorgon
    - Viatkogorgon
    - Subfamília Gorgonopsinae
      - Gorgonops
      - Sauroctonus
      - Scylacops

    - Subfamília Rubidgeinae
      - Broomicephalus
      - Niuksenitia
      - Prorubidgea
      - Rubidgea

    - Subfamília Inostranceviinae
      - Pravoslavleria
      - Inostrancevia